# Pasivní bezpečnost

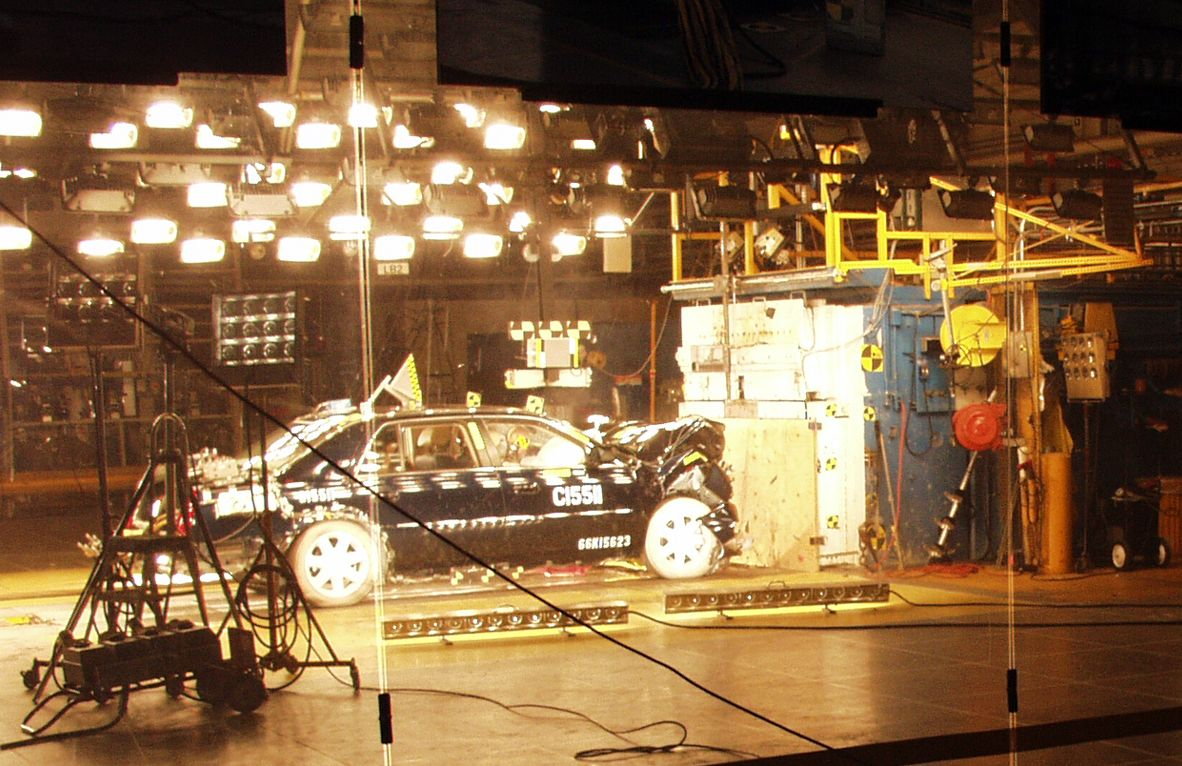
Deformační zóny při nárazové zkoušce automobilu

Pasivní bezpečnost je ta část bezpečnostní architektury nějakého systému, která má za cíl zmírnit následky nehody v případě, že k ní dojde (oproti tomu prvky aktivní bezpečnosti se snaží nehodě předcházet).

## Automobily
U automobilů mezi prvky pasivní bezpečnosti patří zejména deformační zóny vozidla, bezpečnostní pásy a airbagy.